# The Queen's Gambit (sèrie de televisió)
The Queen's Gambit (traduïble com a "El gambit de dama") és una sèrie dramàtica estatunidenca, creada per Scott Frank i Allan Scott per a Netflix, basada en la novel·la The Queen's Gambit de Walter Tevis. Protagonitzada per Anya Taylor-Joy, va ser estrenada a la plataforma el 23 d'octubre de 2020 i consta de set episodis.

## Sinopsi
The Queen's Gambit és una sèrie de ficció que explora la vida d'una nena òrfena, prodigi dels escacs anomenada Beth Harmon, des dels vuit als vint-i-dos anys, mentre lluita contra l'addicció, en la cerca de convertir-se en la millor jugadora d'escacs del món.

## Repartiment

### Principal
- Anya Taylor-Joy és Beth Harmon

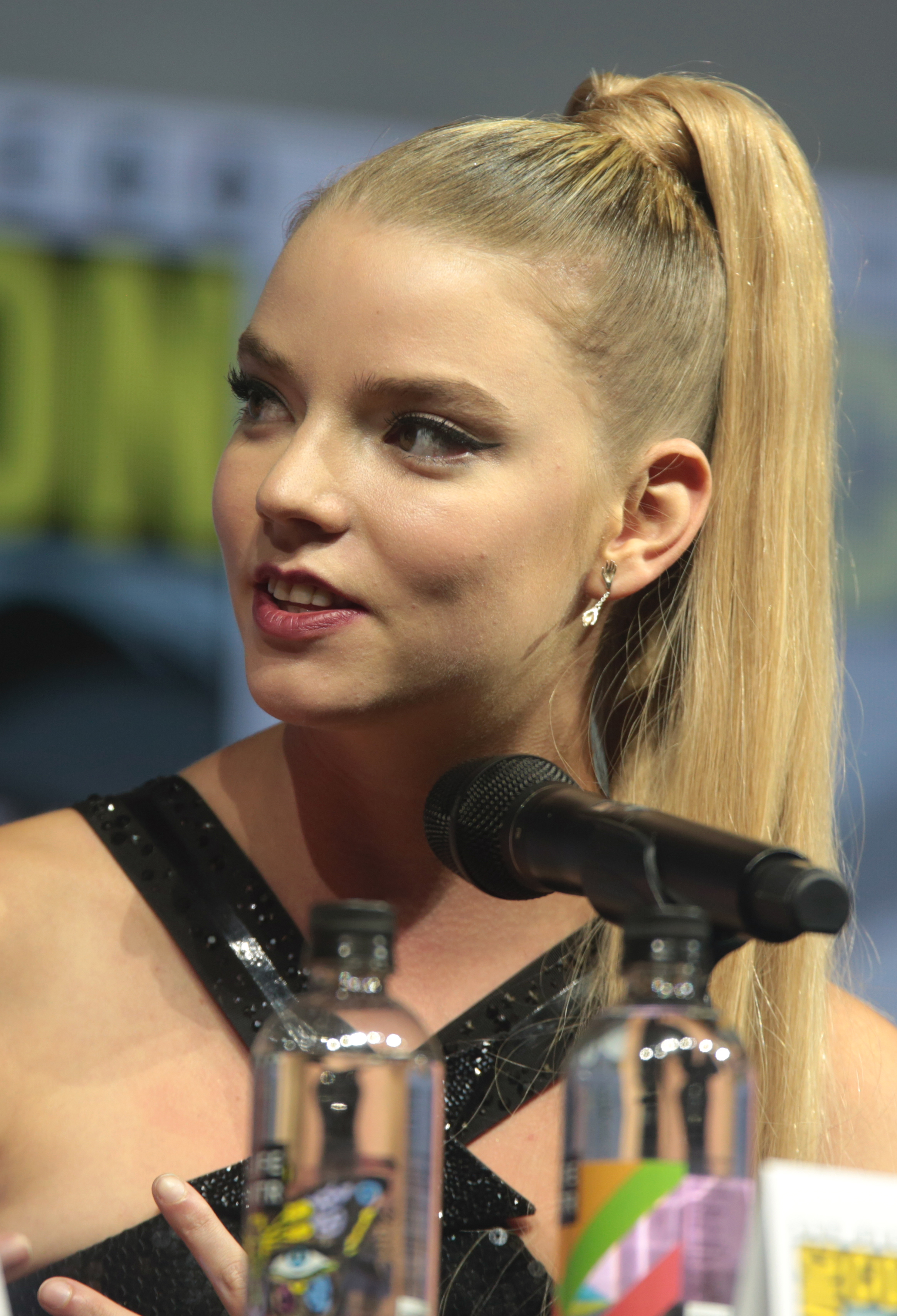
Anna Taylor-Joy interpreta el paper principal de la minisèrie

  - Illa Johnston és Beth Harmon (jove)
  - Annabeth Kelly és Beth Harmon (nena)
- Bill Camp és el senyor Shaibel
- Moses Ingram és Jolene
- Christiane Seidel és Helen Deardoff
- Rebecca Root és la senyora Lonsdale
- Chloe Pirrie és Alice Harmon
- Akemnji Ndifornyen és el senyor Fergusson
- Marielle Heller és Alma Wheatley
- Harry Melling és Harry Beltik
- Patrick Kennedy és Allston Wheatley
- Jacob Fortune-Lloyd és Townes
- Thomas Brodie-Sangster és Benny Watts
- Marcin Dorociński és Vasily Borgov

### Recurrent
- Sergio Di Zio és el pare de Beth
- Dolores Carbonari és Margaret
- Matthew Dennis Lewis és Matt
- Russell Dennis Lewis és Mike
- Janina Elkin és la senyora Borgov

## Controvèrsies
Nona Gaprindaixvili va ser mencionada breument a la sèrie, en la qual s'indicava incorrectament que ella mai no havia jugat contra homes en partides de competició. Gaprindaixvili va dir que aquesta afirmació era "deshonrosa ... i equivocada." Va iniciar una demanda contra Netflix de cinc milions de dòlars, per difamació i intrusió a la intimitat, el 16 de setembre 2021. El setembre de 2022 Netflix va arribar a un acord amb Gaprindaixvili del qual no van transcendir les condicions.

## Episodis
| Núm. | Títol           | Direcció    | Escrit per  | Data d'estrena original |
| --- | --------------- | ----------- | ----------- | ----------------------- |
| 1 | «Obertura»      | Scott Frank | Scott Frank | 23 d'octubre de 2020    |
| Elizabeth "Beth" Harmon queda òrfena quan la seva mare mor en un accident de cotxe. La porten a un orfenat on els nens reben drogues per tranquil·litzar-los. La Beth veu el guardià, el senyor Shaibel, jugant als escacs al soterrani i queda fascinada pel joc. Finalment, el senyor Shaibel accepta ensenyar-la. Millora ràpidament i s'obsessiona amb els escacs. Portada a un institut per jugar al club d'escacs estudiantil, els guanya a tots amb facilitat i posteriorment comenta amb el senyor Shaibel el seu joc rudimentari. Després que l'estat aprovi una llei que prohibeix donar tranquil·litzants als nens, Beth es retira. La sorprenen robant un pot de pastilles i es desmaia a causa d'una sobredosi. |                 |             |             |                         |
| 2 | «Intercanvis»   | Scott Frank | Scott Frank | 23 d'octubre de 2020    |
| Després de la seva sobredosi, a Beth se li prohibeix jugar als escacs. És adoptada com a adolescent pels Wheatley. Fent un encàrrec de la senyora Wheatley, Beth descobreix que la seva mare adoptiva pren els mateixos tranquil·litzants que li van donar a l'orfenat i comença a utilitzar-los en secret. Beth entra en un torneig d'escacs amb diners manllevats del senyor Shaibel. Mentre juga les seves partides al torneig, desenvolupa un enamorament vers un dels seus oponents, Townes. La Beth torna a casa per trobar que el senyor Wheatley ha deixat la senyora Wheatley. Beth tem que la tornin a l'orfenat, però la senyora Wheatley li diu que mentiran perquè pugui quedar-se. Durant la seva darrera partida contra Harry Beltik, el jugador més ben classificat, Beth es posa nerviosa i corre al lavabo; pren una píndola tranquil·litzadora i després guanya amb facilitat. La senyora Wheatley planteja un pla per fer participar la Beth en tornejos d'escacs per poder guanyar més diners. |                 |             |             |                         |
| 3 | «Peons doblats» | Scott Frank | Scott Frank | 23 d'octubre de 2020    |
| La senyora Wheatley i la Beth registren la seva habitació d'hotel a Cincinnati. Beth guanya el torneig. La seva mare demana el 10% del premi com a comissió, però Beth li dona un 15%. Beth continua perdent classes a l'escola mentre viatja a tornejos, on ràpidament està guanyant reconeixement nacional pels seus èxits. De tornada a l'escola, Beth és convidada al seu primer esdeveniment social amb el club Apple Pi. S'adona que no té res en comú amb la típica cultura adolescent i s'atabala. Roba una ampolla d'alcohol i s'escapa a casa. El 1966, Beth es dirigeix a Las Vegas per l'US Open d'escacs, on es reuneix amb Townes, que ara escriu articles sobre escacs. Tornen a la seva habitació d'hotel, on Townes li fa fotos i juguen als escacs. Beth es topa amb Benny Watts, que assenyala una debilitat en el seu joc contra Beltik. Beth es deixa sorprendre i de sobte perd la confiança. L'endemà experimenta la seva primera derrota contra Watts.                                      |                 |             |             |                         |
| 4 | «Mig joc»       | Scott Frank | Scott Frank | 23 d'octubre de 2020    |
| Beth viatja a la Ciutat de Mèxic amb la senyora Wheatley, que passa la major part del temps amb Manuel, un amic de correspondència. Beth juga contra un noi de Rússia anomenat Georgi Giev, després de jugar dos dies, acaben el seu joc i ella li diu que és el millor contra qui ha jugat mai. A l'ascensor, utilitza el seu coneixement del rus per escoltar el campió mundial soviètic Vasily Borgov i dos associats. Mentre la subestimen, Borgov els diu que és òrfena i que és una supervivent com ells. Manuel abandona la senyora Wheatley tal com va fer el senyor Wheatley. L'endemà, Beth juga contra Borgov i, després d'un intens joc, perd amb ell. De tornada a l'habitació de l'hotel, la Beth ho està explicant a la seva mare quan s'adona que no respon i que està morta. |                 |             |             |                         |
| 5 | «Forquilla»     | Scott Frank | Scott Frank | 23 d'octubre de 2020    |
| Beth torna a casa i passa temps amb Harry Beltik, l'excampió de Kentucky, entrenant i allitant-se amb ell, fins que aquest decideix marxar i tornar a la universitat. Després, Beth es reuneix amb Benny Watts en un torneig per tenir una partida de revenja. |                 |             |             |                         |
| 6 | «Ajornament»    | Scott Frank | Scott Frank | 23 d'octubre de 2020    |
| Beth viatja al torneig de París i a l'oportunitat de tornar a jugar amb Borgov, tornant completament al moment inicial de l'episodi 1. Beth passa la nit amb Cleo, un model. Amb ressaca, torna a perdre contra Borgov. Després del torneig de París, Beth torna a casa i s'assabenta que el seu pare adoptiu la vol fer fora de casa. |                 |             |             |                         |
| 7 | «Final»         | Scott Frank | Scott Frank | 23 d'octubre de 2020    |
| Arriba Jolene i informa Beth que el senyor Shaibel ha mort. Totes dues van al funeral i Beth torna a veure l'orfenat, comprenent el passat, fet que l'ajuda a avançar. Beth renuncia al seu finançament de l'organització cristiana després que li demanin alguna cosa que no està disposada a fer. Després de buscar finançament alternatiu, Beth va a Rússia a jugar el torneig mundial d'escacs. Finalment guanya a Borgov. Al final, ella salta del cotxe que la porta a l'aeroport. En lloc d'això, troba diversos homes vells jugant a escacs a l'aire lliure. Quan s'adonen de qui és, la conviden a jugar. |                 |             |             |                         |

## Recepció
A Rotten Tomatoes, la sèrie compta amb un índex d'aprovació del 100 % basat en 32 revisions, amb una qualificació mitjana de 7,7 sobre 10. El consens del lloc afirma: "Els seus moviments no sempre són perfectes, però entre el rendiment magnètic d'Anya Taylor-Joy, els detalls dels períodes increïblement realitzats i el guió emocionalment intel·ligent, gambit de dama és una victòria absoluta". Metacritic va donar a la sèrie una puntuació mitjana ponderada de 79 sobre 100 basada en 24 crítiques, indicant "ressenyes generalment favorables".

### Resposta de la comunitat escaquística
La sèrie va rebre elogis de la comunitat d'escacs per la seva interpretació del joc i dels jugadors. Tanmateix, va ser criticada per com feia servir exclusivament partides de jugadors masculins com a base per a les seves partides fictícies. La Gran Mestre Jennifer Shahade va escriure que "fer servir algunes partides de dones hauria estat fantàstic" a Twitter.